# Presence (pel·lícula de 2024)
Presence és un thriller sobrenatural pel·lícula dramàtica nord-americana de 2024 dirigida per Steven Soderbergh i escrita per David Koepp. És protagonitzada per Lucy Liu, Chris Sullivan i Callina Liang. S'ha subtitulat al català.
Presence es va estrenar al Festival de Cinema de Sundance el 19 de gener de 2024. Va ser estrenada als cinemes dels Estats Units per Neon el 24 de gener de 2025. La pel·lícula ha recaptat 10,5 milions de dòlars amb un pressupost de producció de 2 milions de dòlars i va rebre crítiques positives de la crítica.

## Argument
Els Paynes, una família de quatre persones, la mare Rebekah, el pare Chris, el germà gran Tyler i la germana petita Chloe, es traslladen a una gran casa suburbana habitada per un poltergeist (conegut a l'univers com la "Presència"). Tota la pel·lícula es presenta des del punt de vista de la Presència en una sèrie de preses llargues.
La Presència és testimoni de les creixents esquerdes dins la família. El matrimoni dels pares està tens: Rebekah controla i ha estat cometent un crim de coll blanc no especificat; Chris és passiu i planeja deixar-la per evitar la responsabilitat. La Rebekah estima Tyler, un nedador campió arrogant, mentre li presta poca atenció a la Chloe. Mentrestant, Chris menysté  Tyler i estima la Chloe, que pateix la mort de la seva millor amiga Nadia, una de les dues noies de la comunitat que recentment van morir mentre dormien. Tyler menysprea les noies mortes com a drogodependents.
La Chloe sent la Presència, que sovint s'amaga al seu armari, i creu que és l'esperit de la Nadia. Tyler es fa amic de Ryan Caldwell, que immediatament mostra interès per la Chloe. Ella i Ryan es col·loquen i discuteixen la pèrdua i el dolor, fins que la Chloe es trenca, plorant mentre Ryan la consola. Li diu que ella decidirà quan i on tenen relacions sexuals, i parla dels seus problemes psicològics i l'obsessió pel control. La Presència fa que un prestatge a l'armari de la Chloe s'enfonsi per evitar que tinguin relacions sexuals.
Tyler i els seus amics fan broma a una companya de classe, sol·licitant-li una foto nua abans de burlar-se dels seus sentiments per una d'elles. Quan explica la broma a la seva família, la Chloe els ensenya la foto al seu telèfon i acusa en Tyler de ser la persona que la va publicar en línia. Chris està horroritzat. La Presència destrossa furiosa l'habitació de Tyler, revelant la seva existència a la resta de la família.
Chris es posa en contacte amb l'agent immobiliari, que insisteix que ningú no va morir a casa, ja que legalment ho hauria de revelar, però li recomana a la seva cunyada, una médium. La mèdium detecta la Presència i observa que el mirall antic integrat a la xemeneia ajuda a veure el pla espiritual. Afirma que la Chloe també ho pot sentir a causa d'un trauma que obre la seva "porta" metafísica. Afegeix que la Presència podria quedar atrapada en un temps anacrònic, confonent passat amb present. Tyler i Rebekah descarten la història com a ximpleria, sobretot després de saber que Chris va pagar la mèdium.
Un altre dia, després que la Chloe i el Ryan tinguin relacions sexuals, Ryan posa al suc de la Chloe  una pols blanca. La Presència el tomba abans que la Chloe pugui beure'l.
La Chloe i en Chris mantenen una conversa en la qual revela que creu les afirmacions de la Chloe, admetent que malgrat la seva antiga burla de la seva mare altament religiosa, ell mateix s'ha tornat més religiós amb l'edat.
La mèdium torna i adverteix a la Chris que creu que la Presència és aquí per evitar un esdeveniment futur, una cosa a veure amb "la finestra que no s'obre".
La Chloe convida en Ryan a passar la nit a casa mentre els seus pares estan en el viatge de negocis de la Rebekah, tot i que en Tyler encara estarà a casa. Ryan li diu que drogarà Tyler amb Ambien.
Després que els pares se'n van, arriba Ryan, aparentment per passar l'estona i beure amb Tyler. Ell droga Tyler com estava previst i el deixa adormit a la sala d'estar. Li porta una altra beguda drogada a la Chloe. La Chloe li diu a Ryan que ja no vol tenir sexe amb ell, però ell la manipula perquè el consoli amb una copa. Ella consumeix la beguda i queda incapacitada. Ryan es gloria que va matar la Nadia i l'altra noia i va fer que semblés una sobredosi. Ell utilitza embolcall de plàstic per tallar-li repetidament el subministrament d'aire. La Presència desperta frenèticament en Tyler, que puja les escales corrents i s'enfronta a Ryan, llançant-los a tots dos per la finestra del dormitori de la Chloe. La Presència mira per la finestra a l'entrada de sota, com ho havia fet moltes vegades abans, als ara morts Tyler i Ryan.
La família marxa de casa. Abans de marxar, Rebekah detecta la Presència i la segueix fins al mirall. Ella veu el reflex de Tyler al mirall i es trenca de dolor, entenent que ha estat la Presència a tota la seva residència i que "va tornar" en forma d'esperit per protegir la seva germana. Després d'haver complert el seu propòsit, la Presència/Tyler sura per sobre de la casa.

## Repartiment
- Lucy Liu com a Rebekah Payne
- Chris Sullivan com a Chris Payne, el pare de Chloe i Tyler
- Callina Liang com a Chloe Payne, filla de Rebekah i Chris i germana petita de Tyler
- Eddy Maday com a Tyler Payne, fill de Rebekah i Chris i germà gran de Chloe
- West Mulholland com a Ryan Caldwell, el nou amic de Tyler
- Julia Fox com a Cece, l'agent immobiliari
- Natalie Woolams-Torres com a Lisa, la medium
- Lucas Papaelias com a Carl, el marit de la Lisa

## Producció
La pel·lícula, escrita per David Koepp i dirigida per Steven Soderbergh, no es va anunciar públicament fins al desembre de 2023, quan es va revelar que formaria part del Festival de Cinema de Sundance de 2024. La Fotografia principal es va dur a terme durant 11 dies el setembre de 2023 amb un acord provisional SAG-AFTRA de la vaga SAG-AFTRA de 2023. La pel·lícula està rodada íntegrament en perspectiva en primera persona, i es va rodar en una casa de Cranford (Nova Jersey).

## Estrena
La pel·lícula es va estrenar al Festival de Cinema de Sundance el 19 de gener de 2024. Poc després, Neon va adquirir els drets de distribució de la pel·lícula per 5 milions de dòlars.
La pel·lícula es va estrenar a la ciutat de Nova York el 16 de gener de 2025. Es va estrenar als cinemes dels Estats Units el 24 de gener de 2025.

## Recepció

### Taquilla
Presence va recaptar 6.9 milions de dòlars als Estats Units i Canadà, i 3,6 milions de dòlars a altres territoris, amb un total mundial de 10,5 milions de dòlars.
Als Estats Units i Canadà, Presence es va estrenar juntament amb Flight Risk i Brave the Dark i s'estimava que ingressaria entre 2 i 3 milions de dòlars en 1.750 cinemes el cap de setmana d'obertura. Va guanyar 1,4 milions de dòlars el seu primer dia, inclosos uns 385.000 dòlars estimats a partir de les visualitzacions prèvies dels dijous a la nit. Va debutar amb 3,3 milions de dòlars, i va acabar en sisè lloc.

### Resposta crítica
Al lloc web de l'agregador de ressenyes Rotten Tomatoes, el 88% de les 221 crítiques són positives, amb una valoració mitjana de 7,1/10. El consens del lloc web diu: "Un thriller espectral de combustió lenta, Presence reafirma que Soderbergh juga amb la forma tan hàbilment com volteja entre els gèneres." Metacritic, que utilitza una mitjana ponderada, va assignar a la pel·lícula una puntuació de 77 sobre 100, basada en 53 crítiques, indicant "generalment favorables". Els públics enquestats per CinemaScore van donar a la pel·lícula una nota mitjana de "C+" en una escala d'A+ a F, mentre que els enquestats per PostTrak li van donar una puntuació global positiva del 58%, amb un 33% que va dir que la "recomanaria definitivament".